# Frontignan
Frontignan é uma cidade da França no Distrito de Hérault, região Occitânia. A sua população, estimada em 1999, era de 22.410 habitantes.